# Konstanca

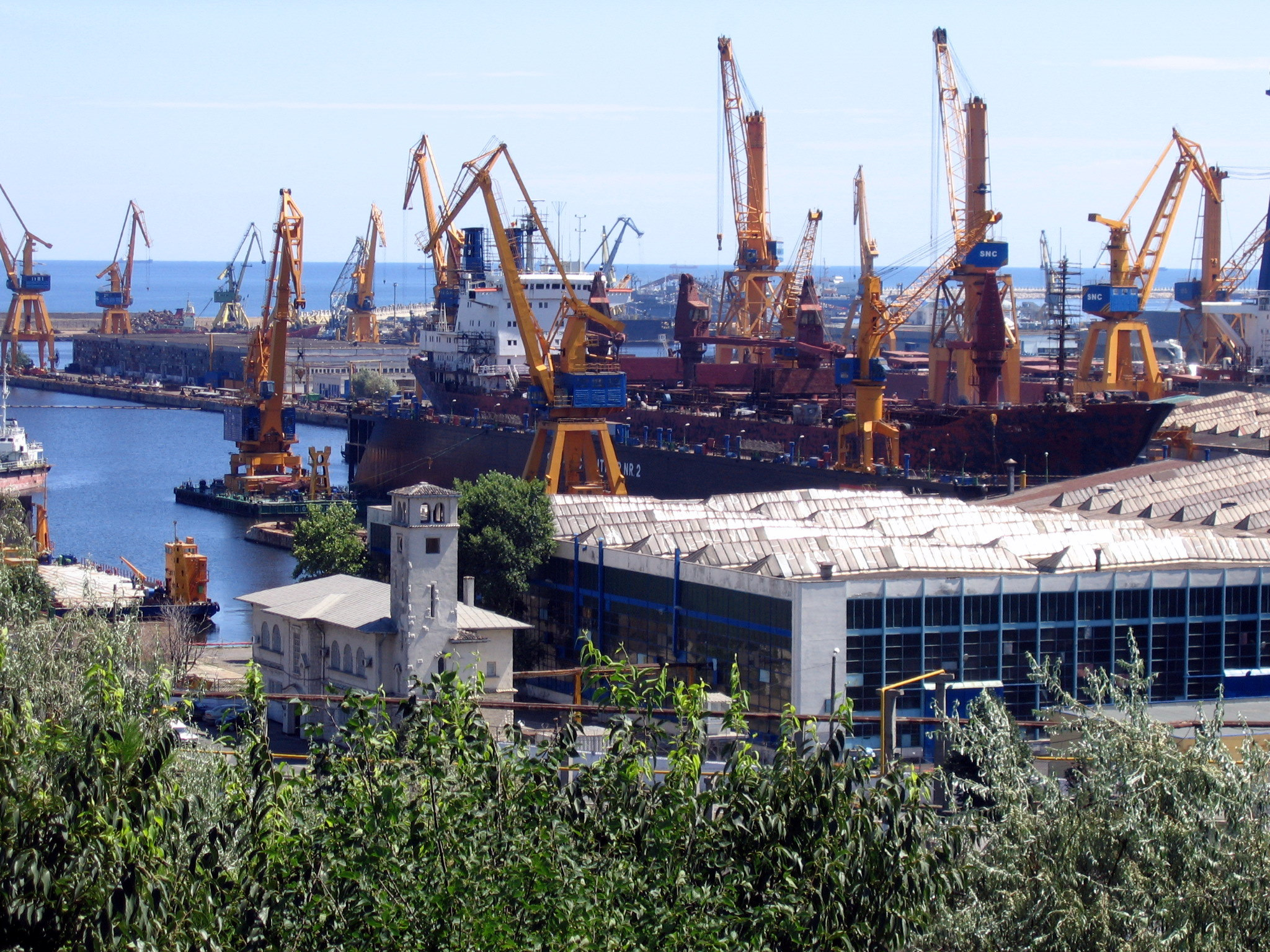
A kikötő

Konstanca (románul: Constanța, törökül: Köstence; korábban Tomis, Tomi vagy Kustendji) a legforgalmasabb kikötőváros a Fekete-tenger mentén. A 2011-es népszámlálás adatai szerint Románia ötödik legnépesebb városa, Dobrudzsa legnagyobb települése, egyben Constanța megye székhelye.

## Fekvése
A megyeszékhely Dobrudzsában található, a Fekete-tenger partján, a fővárostól, Bukaresttől kétszázhuszonkét kilométerre keletre. Északi irányban szomszédos Năvodari és Ovidiu városokkal, délre Agigea községgel, nyugatra Murfatlar városa és Valu lui Traian község, keletre pedig a Fekete-tenger határolja.
Konstanca változatos földrajzi környezetben fekszik, keleti városnegyedei lagúnákkal tarkítottak, északi és középső részei inkább dombvidékes jellegűek, melyek nyugati és déli irányban fokozatosan mennek át síkságba. A városnak hat kilométer hosszú tengerpartja van, ettől északra található Mamaia, a román tengerpart egyik legkedveltebb üdülőövezete, mely egy lagúna partján épült ki, hét kilométeres tengerpartja északi irányban Năvodari hat kilométer hosszú strandövezetével folytatódik.
Területének jelentős hányadát lagúnák foglalják el, északon a Siutghiol-tó, északkeleten pedig a Tăbăcărie-tó. Konstanca szinte egy szigeten fekszik, ugyanis északra és északnyugatra a Poarta Albă-Midia Năvodari csatorna, keletre a tenger, délre valamint nyugatra a Duna–Fekete-tenger csatorna szegélyezi.
Felszíni természetes vízfolyás a város területén nem található, viszont a föld alatt a vizsgálatok szerint egy Duna méretű folyó halad, lassú sebességgel, délnyugatról északkeleti irányba. A város ivóvíz szükségleteit innen fedezik és csak az iparban felhasznált vizet szállítják a Poarta Albă-Midia Năvodari csatornából. Emiatt a legsúlyosabb aszályos időszakokban sem kellett még bevezetni vízkorlátozást a lakosság számára. Konstanca az ország egyetlen települése ahol a víztisztítás ultraibolya sugárzással történik, és nem klórozásos eljárásokkal.

## Története
A mai Konstanca helyén álló ókori települést Milétoszról származó görög telepesek alapították, i. e. 7. században Tomis néven, mely i. e. 3. századra elérte a polisz rangot. Neve valószínű hogy a görög τομή szóból ered, mely vízmosást, hasadékot vagy hasítást jelent. Egyes feltételezések szerint ez egy legendára utal, ugyanis a görög mitológiában Iaszón és az argonauták itt álltak meg miután ellopták az aranygyapjút Kolkhisz királyától, Aiétésztől. A király üldözte őket, fiát akit az argonauták fogságba ejtettek, meggyilkolták, testét darabokra hasítva szétszórták, arra kényszerítve Aiétészt, hogy felhagyjon üldözésükkel, míg fia maradványait megkeresi, ezzel időt nyertek hogy elmeneküljenek Tomis városától a Boszporusz irányába. Más feltételezések szerint neve inkább a τομή szó vízmosás jelentésére utal, célozva ezzel az egykori település földrajzi elhelyezkedésére a Fekete-tenger partján. Míg megint más vélemények szerint elnevezése a szkíta masszagéta törzsből származó Tomürisz hercegnőre utal.
46-ban a Római Birodalom részévé vált, ekkor kapta a Constantiana nevet, Nagy Konstantin császár (274–337) testvéréről Flavia Iulia Constantiaról. Itt töltötte száműzetését és egyben életének utolsó nyolc évét Ovidius római költő.
A város átvészelte a viharos 3. és 4. századot is, amikor számos ostromot élt át, melyeket a hunok, a gótok és a szkíták indítottak ellene. Eközben Scithia Minor római provincia székhelye lett. A Római Birodalom kettéválását követően, a Bizánci Birodalom része lett, és az is maradt egészen a 7. századig, amikor szláv vándornépek feldúlták.
A középkor elején a város genovai kereskedők befolyása alá került. Ebben az időszakban, a 14. század elején épült világítótorony a mai napig megmaradt. A 15. században az Oszmán Birodalom része lett, ezzel egy időben veszített jelentőségéből, mivel a törökök nem folytattak kereskedelmet a genovaiakkal.
1865-ben, amikor az angol és francia flotta útban a Krím-félsziget felé az Orosz Birodalom ellen indított háborúban, Konstancában állt meg készleteit feltölteni, a település még viszonylag kis területen helyezkedett el.
1873 és 1883 között német családok telepedtek le, akiket 1940-ben áttelepítettek Németországba, a náci „Heim in Reich” (magyarul: Vissza a Birodalomba) mozgalom keretein belül.
Miután az 1877–1878-as szabadságharcot követő berlini döntés értelmében a várost Romániához csatolták, Konstanca erőteljes urbanisztikai fejlődésnek indult, ezzel egy időben erőltetett betelepítési programot indított a bukaresti vezetés, a túlnyomó részt tatár és török lakosság mellé nagy számban telepítettek be moldovai románokat valamint mokányokat Erdély hegyvidéki területeiről. I. Károly román király által Románia tüdejének nevezett település az ország első számú kikötőjévé lépett elő, miután Anghel Saligny tervei alapján megépült 1895-ben Cernavodă városánál a Dunai híd, ezzel közvetlen összeköttetést létesítettek Konstanca és az ország többi része között. Ebben az időszakban alapították a Román Tengerészeti Hivatalt. Kialakítottak egy állandó kereskedelmi utat Isztambulig, melyet később az egyiptomi Alexandria városáig megrosszabbítottak. 1895 és 1909 között a kikötőt modernizálták és kibővítették. Fejlesztették a közút és a vasúthálózatot is. A kereskedelem folyamatosan fejlődött, kiépítve a kereskedelmi hálózatot nyugati irányban Marseille és Rotterdam városokig, valamint a part mentén Pireusz és Szaloniki görög kikötőkig.
Fejlődésében jelentősen visszaesett az első világháború alatt, amikor számos történelmi jelentőségű épületet leromboltak a betörő német és bolgár csapatok. A háború után mégis megtartotta kereskedelmi jellegét. A világháborúk közötti időszakban az ország tengeri kereskedelmének 70%-a Konstancán keresztül valósult meg. Ekkor építették a város hajóüzemét, mely a vidék legfontosabb iparvállalata lett.
Románia a második világháborúba a tengelyhatalmak oldalán lépett be. A kikötőváros fontos stratégiai jelentőséggel bírt, emiatt a szovjet hadsereg rendszeresen bombázta. 1944. augusztus 23-án az ország átállt az antant oldalára. Ennek ellenére a vörös hadsereg előretörésekor, a szovjetek a várost feldúlták, kifosztották, szinte a teljes román tengeri flottát elkobozták.
A kommunizmus érájában a város továbbra is nagy jelentőséggel bírt az ország gazdasági életében. Az 1960 és 1975 közötti periódusban szovjet mintára fejlesztették Konstanca infrastruktúráját, kiépítve több panelnegyedet a város körül, fejlesztve a kereskedelmi flottá és számos üzemet telepítve a régióba. Ezzel egy időben fejlesztették turisztikai központtá is, kiépítve Mamaia üdülőtelepét.
A rendszerváltó forradalom alatt a városban 32 halálos áldozat és 116 sebesült volt. Ennél több áldozat csupán Temesváron, Brăilában, Szebenben és Bukarestben volt.
Jelenleg a legfontosabb román kikötőváros a Fekete-tengeren, gazdaságának legdinamikusabban fejlődő ágazata pedig a turizmus.
Az 1989-es rendszerváltást követően a város polgármesterei: Gheorghe Trandafir, Tudor Baltă, Corneliu Neagoe, Gheorghe Mihăieș és 2000-től, újraválasztva 2004-ben és 2008-ban, Radu Mazăre.
| Pártok a 2008-as választásokon | Tanácsosok száma |
| ------------------------------ | ---------------- |
| Szociáldemokrata Párt          | 19               |
| Demokrata Liberális Párt       | 5                |
| Nemzeti Liberális Párt         | 3                |

## Látnivalók
- Konstancai nagymecset és minaret, más néven Károly-mecset - nevét I. Károly román királyról kapta, ugyanis 1910-ben ő rendelte el az építését, a városban élő muzulmán lakosság részére. Az építkezések 1912-ben fejeződtek be, először I. Károly, majd pedig II. Mahmud nevét viselte. A helybéli törökök napjainkban is Kral camisi-nak hívják (a Király dzsámija). Az épületegyüttes George Constantinescu tervei alapján készült, aki az anatóliai Konya település mecsete után készítette vázlatait. A minaret 47 méter magas, és 140 lépcső visz fel a torony csúcsába, ahonnan látható a város panorámája, a tengerpart egy része és a Fekete-tenger.
- Genovai világítótorony - 1300 körül építették genovai kereskedők és hajósok, magassága körülbelül 8 méter.
- Publius Ovidius Naso szobra - Ettore Ferrari olasz szobrász készítette 1887-ben.
- Ion Borcea akvárium - a tengerparton található épület A. Bernovschi tervei alapján készült, 57 különböző méretű medencét foglal magába, melyekben mintegy 60 faj közel 2000 példánya látható. Az épületet 1958-ban avatták fel.
- Kaszinó - a város egyik jelképe, 1909-ben kezdték építeni, az átadása 1910-ben történt.
- Nemzeti Történelmi és Archeológiai Múzeum - az épület 1879-ből származik.
- Tengerészeti Múzeum
- Népművészeti Múzeum
- Görög templom - 1863–1865 között épült, Janis Teodoride tervei alapján, Abdul-Aziz török szultán által adományozott telekre.
- Fantasio színház - 1927-ben épült.
- Tomis kikötője
- Római katolikus bazilika - 17. századi alapokra 1885-ben építették Romano de Simon tervei alapján.

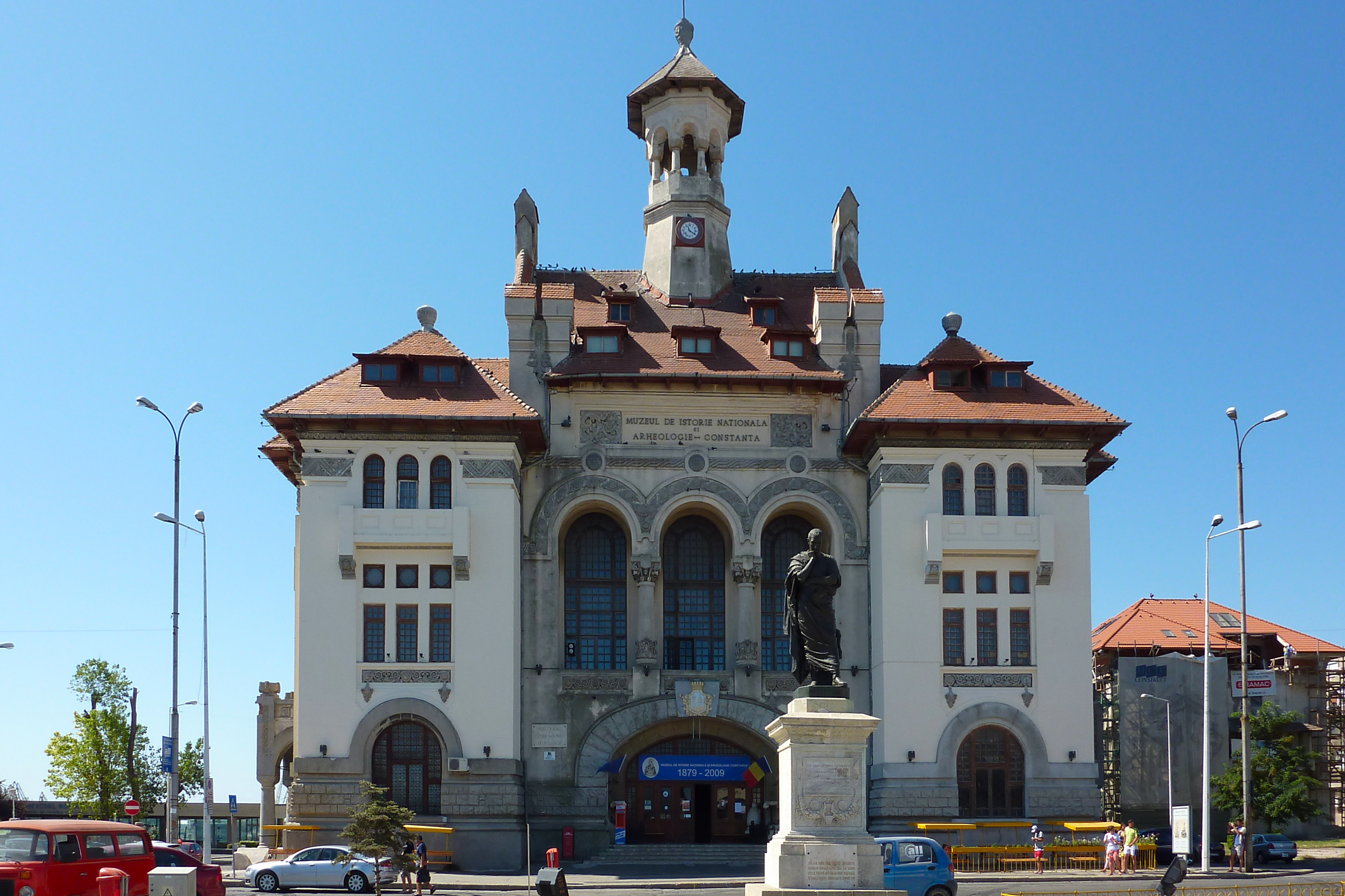
Nemzeti Történelmi és Archeológiai Múzeum
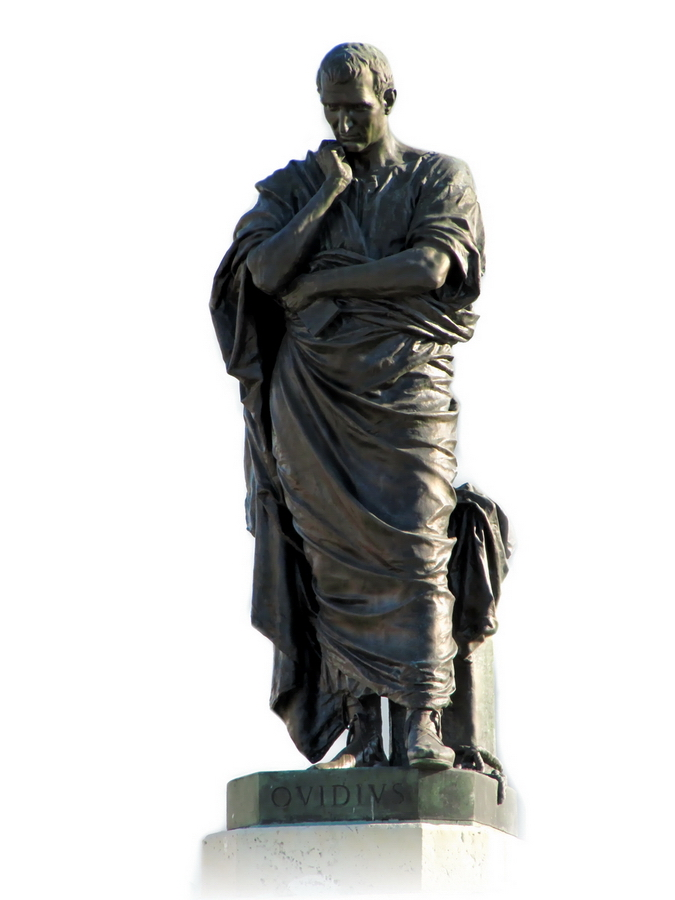
Publius Ovidius Naso szobra
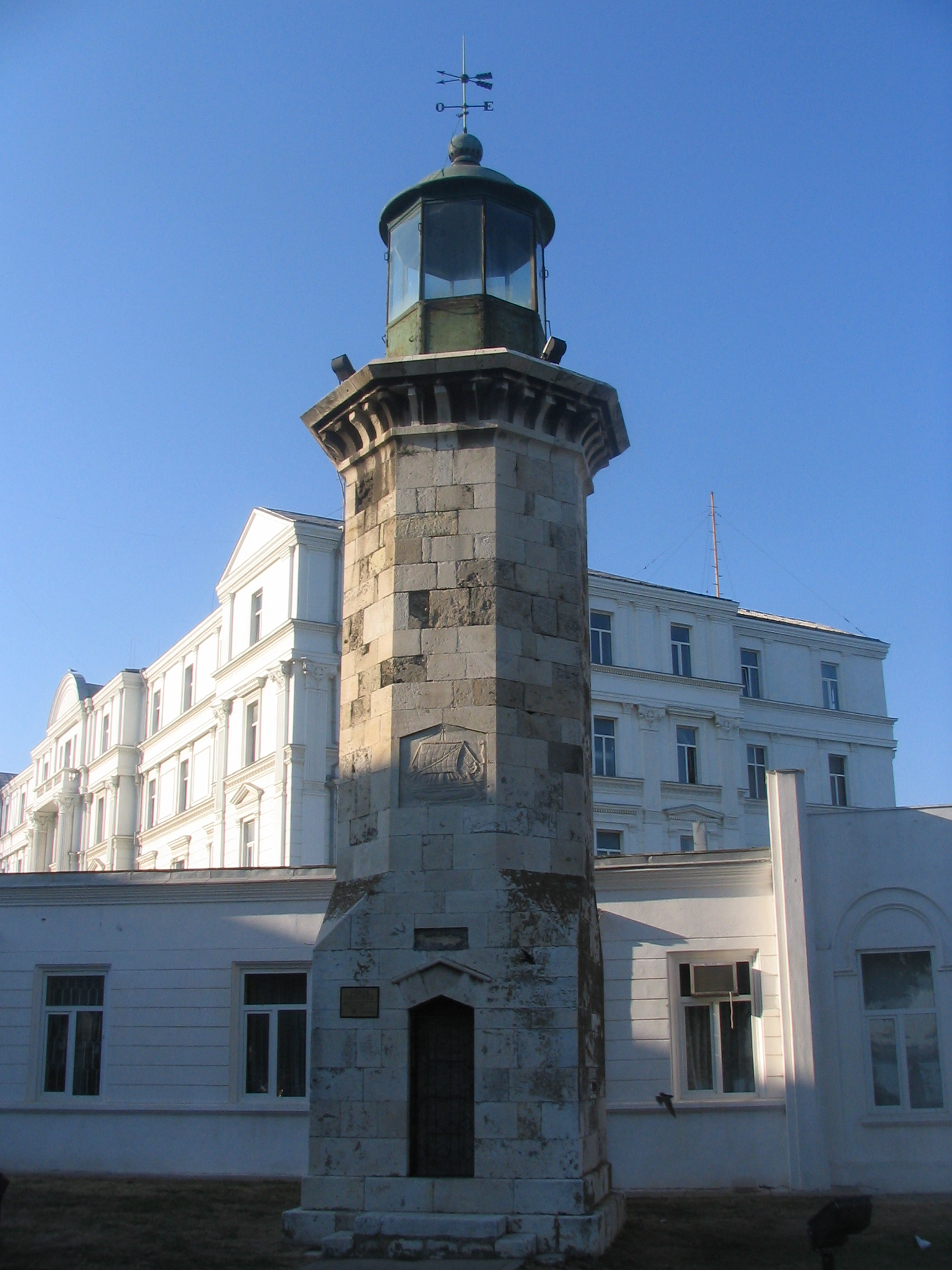
Genovai világítótorony
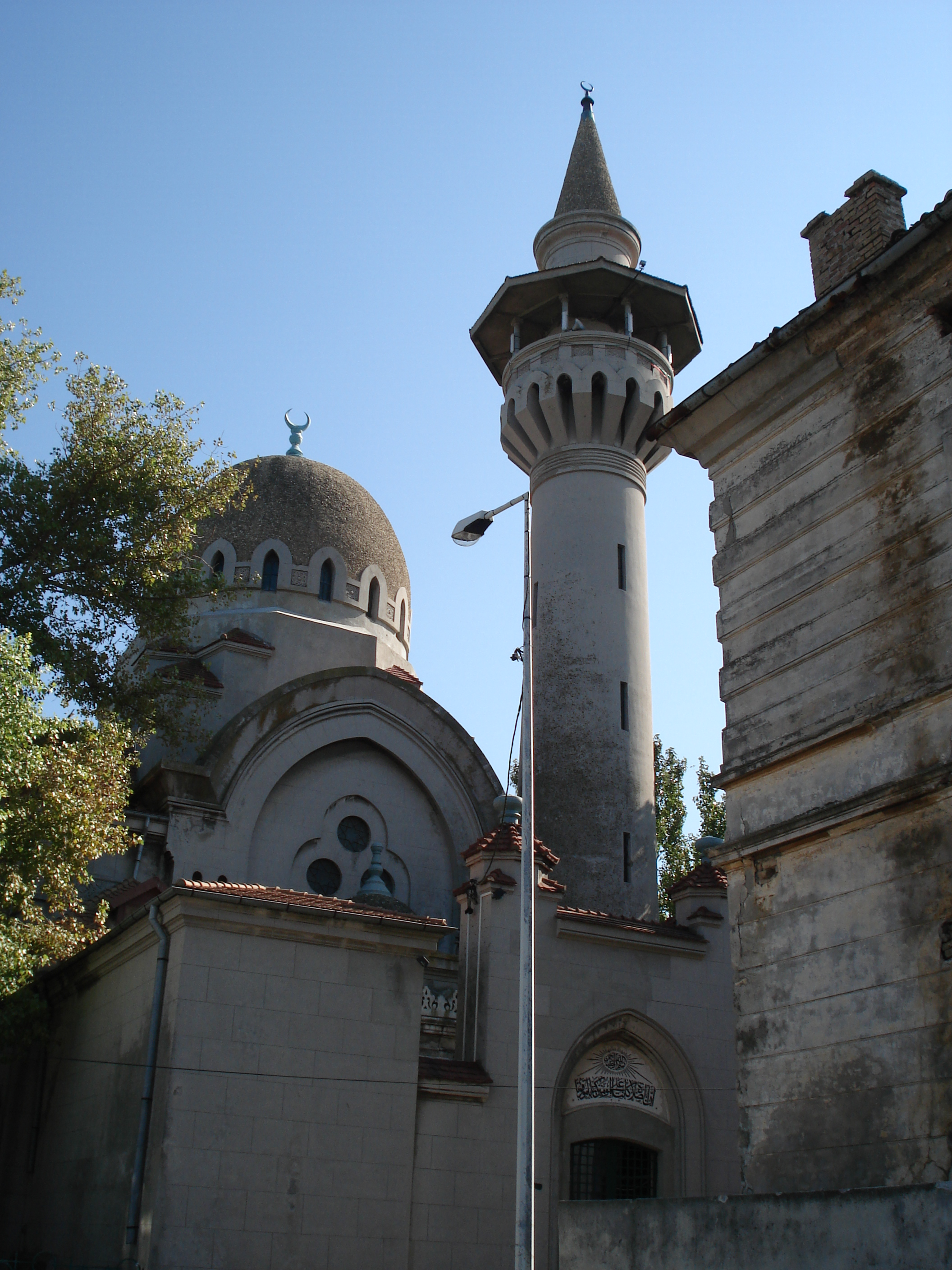
Konstancai nagymecset és minaret

## Lakossága
Konstanca lakossága 1992-ben elérte a 350 581 főt, így akkor Románia második legnagyobb városa volt. A 2011-es népszámlálási adatok szerint Konstanca lakossága 278 742 fő volt.
| 1879   | 1900   | 1912   | 1930   | 1948   | 1956   | 1966    | 1977    | 1985    | 1992    | 2002    | 2011    |
| 10.419 | 13.000 | 27.201 | 59.164 | 78.586 | 99.676 | 150.276 | 256.978 | 319.000 | 350.581 | 310.471 | 278.742 |

A nemzetiségi megoszlás a következő:
| 1853     | 1853 | 1853   |
| -------- | ---- | ------ |
| Tatárok  | 1853 | 35,6%  |
| Görögök  | 1542 | 29,6%  |
| Zsidók   | 344  | 6,6%   |
| Bolgárok | 342  | 6,5%   |
| Románok  | 279  | 5,4%   |
| Romák    | 127  | 2,4%   |
| Törökök  | 104  | 2,0%   |
| Összesen | 5204 | 100,0% |

| 1895            | 1895  | 1895   |
| --------------- | ----- | ------ |
| Románok         | 2519  | 24,1%  |
| Görögök         | 2460  | 23,6%  |
| Törökök Tatárok | 2202  | 24,1%  |
| Bolgárok        | 1060  | 10,1%  |
| Zsidók          | 855   | 8,2%   |
| Összesen        | 10419 | 100,0% |

| 1913     | 1913  | 1913   |
| -------- | ----- | ------ |
| Románok  | 15663 | 57,6%  |
| Görögök  | 3170  | 11,6%  |
| Törökök  | 2451  | 9,00%  |
| Zsidók   | 1266  | 4,6%   |
| Bolgárok | 940   | 3,4%   |
| Tatárok  | 277   | 1,0%   |
| Összesen | 27201 | 100,0% |

| 2002                        | 2002   | 2002   |
| --------------------------- | ------ | ------ |
| Románok                     | 286332 | 92,22% |
| Törökök                     | 9018   | 2,90%  |
| Tatárok                     | 8724   | 2,80%  |
| Romák                       | 2962   | 0,95%  |
| Lipovánok                   | 879    | 0,28%  |
| Görögök                     | 546    | 0,17%  |
| Magyarok                    | 437    | 0,14%  |
| Örmények                    | 394    | 0,12%  |
| Németek                     | 197    | 0,06%  |
| Ukránok                     | 95     | 0,03%  |
| Olaszok                     | 48     | 0,01%  |
| Bolgárok                    | 48     | 0,01%  |
| Zsidók                      | 44     | 0,01%  |
| Lengyelek                   | 28     | 0,01%  |
| Szerbek                     | 19     | 0,01%  |
| Csehek                      | 18     | 0,01%  |
| Szlovákok                   | 13     | 0,01%  |
| Egyéb vagy nem nyilatkozott | 669    | 0,21%  |
| Összesen                    | 310471 | 100,0% |

## Éghajlata
Éghajlat jellemzően kontinentális melyet jelentősen befolyásol és változatossá tesz a Fekete-tenger. A tengernek valamint kisebb mértékben a Dunának köszönhetően a levegő páratartalma magas ami meghatározza a levegő hőmérsékletét. Az átlaghőmérséklet + 11,2 °C. A legalacsonyabb itt mért hőmérséklet -25 °C volt, 1929. február 10-én regisztrálták, míg a legnagyobb +38,5 °C volt, ezt 1927. augusztus 10-én mérték. Jellemző az egész városra a napkeltekor és napnyugtakor érezhető sós tengeri szellő.
| Hónap | Jan.  | Feb.  | Már.  | Ápr. | Máj. | Jún. | Júl. | Aug. | Szep. | Okt.  | Nov.  | Dec.  | Év    |
| --- | ----- | ----- | ----- | ---- | ---- | ---- | ---- | ---- | ----- | ----- | ----- | ----- | ----- |
| Rekord max. hőmérséklet (°C) | 18,3  | 24,5  | 30,8  | 31,9 | 36,9 | 36,9 | 38,5 | 36,8 | 34,8  | 31,0  | 26,5  | 21,0  | 38,5  |
| Átlagos max. hőmérséklet (°C) | 4,5   | 5,7   | 9,3   | 14,1 | 20,0 | 24,7 | 27,2 | 27,1 | 22,7  | 17,4  | 11,3  | 6,2   | 15,9  |
| Átlagos min. hőmérséklet (°C) | −1,4  | −0,7  | 2,7   | 7,3  | 12,5 | 16,9 | 19,1 | 19,0 | 14,9  | 10,3  | 4,9   | 0,3   | 8,9   |
| Rekord min. hőmérséklet (°C) | −24,7 | −25,0 | −12,8 | −4,5 | 1,8  | 6,4  | 7,6  | 8,0  | 1,0   | −12,4 | −11,7 | −18,6 | −25,0 |
| Átl. csapadékmennyiség (mm) | 28    | 24    | 34    | 32   | 38   | 40   | 38   | 35   | 42    | 37    | 46    | 37    | 430   |
| Havi napsütéses órák száma | 87    | 110   | 140   | 192  | 272  | 282  | 327  | 308  | 230   | 168   | 102   | 83    | 2301  |
| Forrás: WMO, Ogimet (mean temp. and sun 1981–2010) , Romanian National Statistic Institute (extrem 1901–2000), NOAA (snowfall 1961–1990), Deutscher Wetterdienst (humidity, 1973–1993) |       |       |       |      |      |      |      |      |       |       |       |       |       |

## Városnegyedek
A város 44 városnegyedből áll. Ezek között vannak régi, tradicionális városrészek (Anadolu, Tăbăcăria, Brotăcei, Faleza Nord, Coiciu, Palas, Medeea, Brătianu, Centru, Peninsula, Agigea vagy Viile Noi) és vannak újabbak, melyek főleg a kommunizmus idején épültek (Tomis I, II, III és Nord, Abator, CET, Km 4, 4-5 és 5, Faleza Sud (Poarta 6)). A negyedeknek nincs közigazgatási vagy adminisztratív jogosultságuk, ellentétben például Bukarest városnegyedeivel, hivatalosan az országos valamint a helyi népszavazások alkalmával, a választói körzetek kialakításánál veszik figyelembe őket. Határaik nincsenek pontosan meghatározva, egyetlen kivétellel, Mamaiaba érve ugyanis egy kapu alatt halad át az út, mely jelzi a turistaparadicsom bejáratát.
| - Abator - Anadalchioi - Badea Cârțan - Boreal - Brătianu (Salvare) - Casa de Cultură - Centru - C.E.T. - Coiciu - Dacia - Energia | - Faleză Nord - Faleză Sud (Poarta 6) - Far - Gară - Groapă - Halta Traian - I.C.I.L. - I. C. Brătianu - Inel I - Inel II - Km. 4 | - Km. 4-5 - Km. 5 - Mamaia - Medeea - Palas - Palazu Mare - Peninsulă - Pescărie - Piața Chiliei - Piața Griviței - Port | - Tăbăcărie - Tomis I - Tomis II - Tomis III - Tomis IV - Tomis Nord - Trocadero - Unirii - Victoria - Viile Noi - Zona Industrială |

## Címere

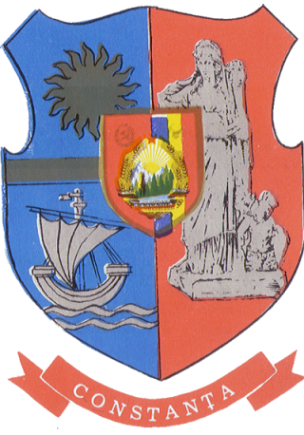
A kommunizmus idején
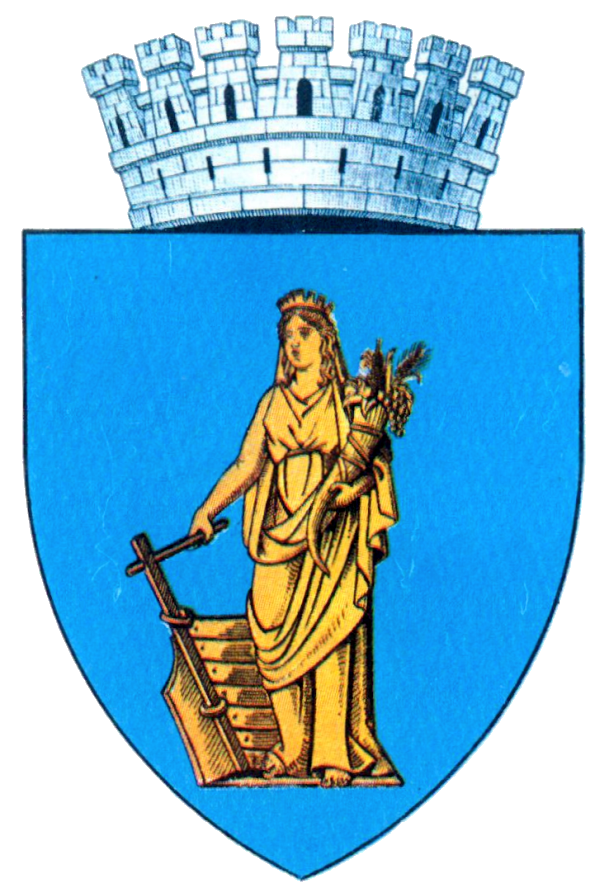
A két világháború közötti és a jelenlegi

## Oktatás
A településen mintegy ötszáz oktatási intézmény: napközi, óvoda, iskola és egyetem működik. Konstanca Románia egyik fontos egyetemi városa, ahol nyolc egyetem található.
Egyetemek:
- Ovidius Egyetem Universitatea „Ovidius”
- Tengeri Egyetem Universitatea Maritimă
- Tengeri Akadémia Academia Navală „Mircea cel Bătrân”
- Spiru Haret Egyetem Universitatea „Spiru Haret”
- Dimitrie Cantemir Egyetem Universitatea „Dimitrie Cantemir”
- Andrei Saguna Egyetem Universitatea „Andrei Șaguna”

## Gazdasága
A város jelentős ipari, kereskedelmi és turisztikai központ. 2008 első felében Konstancán és a megyében 3144 új céget jegyeztek be, ezzel az ország harmadik legdinamikusabban fejlődő régiója, Bukarest és Kolozs megye után. A konstancai kikötő Európa 11. legforgalmasabb kikötője volt 2008-ban.
A turizmus a város gazdaságának egyik jelentős ágazatává vált, annak ellenére hogy a kikötő és a hajóüzem a partszakaszának jelentős részét elfoglalja, de Mamaiába valamint a környező üdülővárosokba érkező vendégek felkeresik a megyeszékhely látnivalóit is.

## Sport
A városban található fontosabb sportegyesületek:
- HCM Constanța (kézilabda)
- Farul Constanța (futball)
- FC Viitorul Constanța (futball)
- VCM Constanța (röplabda)

## Híres emberek
- Simona Amânar (Konstanca, 1979. október 7. –): háromszoros olimpiai bajnok tornász.
- Ion Titoiu (Konstanca, 1949. augusztus 21. –): képzőművész.
- Harry Tavitian (Konstanca, 1952–): zongorista és dzsessz énekes.
- Cătălina Ponor (Konstanca, 1987. augusztus 20. –): háromszoros olimpiai bajnok tornász.
- Vasile Moldoveanu (Konstanca, 1935. október 6. –): operaénekes, tenor.
- Andrei Pavel (Konstanca, 1974. január 27. –): teniszező.
- Simona Halep (Konstanca, 1991. szeptember 27. –): teniszező.
- Sebastian Stan (Konstanca, 1983. augusztus 13. –): színész

## Testvérvárosok
| - Alexandria, Egyiptom - Boulogne-sur-Mer, Franciaország - Brest, Franciaország - Dobrics, Bulgária - Havanna, Kuba - Iráklio, Görögország - Isztambul, Törökország - İzmir, Törökország - Latakia, Szíria - Mobile, USA - Novorosszijszk, Oroszország | - Odessza, Ukrajna - Perugia, Olaszország - Rotterdam, Hollandia - Sanghaj, Kína - Santos, Brazília - Sulmona, Olaszország - Szidon, Libanon - Szaloniki, Görögország - Trapani, Olaszország - Turku, Finnország - Jokohama, Japán |

## Konzulátusok
| - Kínai Konzulátus - Görög Konzulátus - Orosz Konzulátus - Török Konzulátus | - Finn Tiszteletbeli Konzulátus - Francia Tiszteletbeli Konzulátus - Olasz Tiszteletbeli Konzulátus - Libanoni Tiszteletbeli Konzulátus - Brit Tiszteletbeli Konzulátus - Norvég Tiszteletbeli Konzulátus - Szír Tiszteletbeli Konzulátus - Magyar Tiszteletbeli Konzulátus |

### Weboldalak
- A város hivatalos honlapja
- Webkamerák
- Szálláslehetőségek Konstancán és a környéken